# Testowanie na zwierzętach

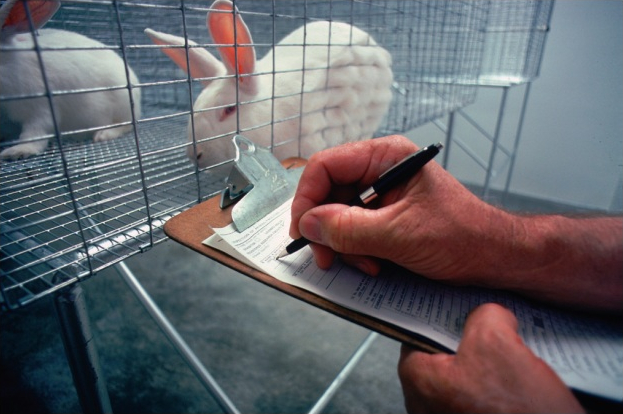
Królik doświadczalny

Testowanie na zwierzętach – każda inwazyjna lub nieinwazyjna forma wykorzystywania zwierząt w celu realizacji określonego celu naukowego lub edukacyjnego, która może spowodować u zwierzęcia ból, cierpienie, dystres lub trwałe uszkodzenie organizmu. Są to także czynności mające na celu lub mogące spowodować urodzenie się lub wylęg zwierzęcia albo powstanie i utrzymanie genetycznie zmodyfikowanej linii zwierząt w warunkach bólu, cierpienia, dystresu lub trwałego uszkodzenia organizmu.
Zakres przedmiotowy eksperymentów na zwierzętach jest niezwykle szeroki: testowanie kosmetyków, leków, paraleków, badanie stanów lękowych, depresji, agresji, wytrzymałości fizycznej, ocena skuteczności promieniowania radioaktywnego i ultrafioletowego, przyswajania środków psychotropowych, wpływ alkoholu, sztuczne wywoływanie zarażeń chorobami, transgeniczność. Szeroko zakrojone są badania nad psychiką zwierząt.
Na całym świecie każdego roku wykorzystuje się do celów naukowych miliony gryzoni, psów, małp, królików, ptaków, kotów, ryb. Trudno jest podać dokładne liczby, jednak stowarzyszenie Cruelty Free International szacuje, że w 2015 roku było to 192 mln stworzeń.

## Historia
Historia doświadczeń wykonywanych na zwierzętach sięga dziejów starożytnej Grecji. Anatomia zwierząt znajdowała się w kręgach zainteresowań m.in. Arystotelesa, a jako pierwszy eksperymenty na zwierzętach (wiwisekcję) przeprowadził Erasistratos z Keos. Natomiast za ojca badań wykonywanych na zwierzętach uważany jest jeden z pionierów medycyny – rzymski lekarz Galen (130-200 n.e.), który dowiódł istnienia obecności krwi w naczyniach i dzięki wiwisekcjom świń i małp tworzył obraz ludzkiej anatomii. W czasach nowożytnych popularność zyskały publiczne pokazy wiwisekcji służące celom edukacyjnym i rozrywkowym, z których słynął znany uczony Wesaliusz (1514-1564). W XVII wieku William Harvey (1578-1657) prowadząc badania na zwierzętach odkrył, że serce działa jak pompa ssąco-tłocząca i powoduje nieustające krążenie krwi w naczyniach, z którymi tworzy układ zamknięty.
Badania na zwierzętach przybrały masową skalę w XX wieku, co było efektem rozkwitu zinstytucjonalizowanej nauki, której funkcjonowanie zaczęło wymagać nieustannego generowania i publikowania wyników, ale także upowszechnienie rynku różnego rodzaju produktów wymagających testów bezpieczeństwa i skuteczności, m.in. przemysłu farmaceutycznego, chemicznego i kosmetycznego. Stąd też w drugiej połowie XX wieku liczba zwierząt używanych do doświadczeń sięgnęła milionów, a obecnie, po przejściowym wyhamowaniu, wykazuje ponownie tendencję rosnącą, która związana jest w dużej mierze z rozwojem inżynierii genetycznej i innych nowoczesnych terapii i leków.

### Zasada 3R
W 1959 roku Rex L. Burch wraz z Williamem Russellem sformułowali zasadę 3R, która polega na prowadzeniu humanitarnych i odpowiedzialnych badań in vivo. Ma ona na celu polepszeniu bytu zwierząt doświadczalnych, które są używane podczas wszelkiego rodzaju doświadczeń naukowych i testów medycznych.
Nazwa pochodzi od skrótów trzech słów wywodzących się z języka angielskiego: replacement, reduction, refinement.
- Replacement (zastąpienie) – polega na zastosowaniu metod, które pozwalają uniknąć wykorzystania lub zastąpić zwierzęta w badaniach bądź testach, w których są albo mogłyby zostać użyte. Przykładami takiego postępowania są: wykorzystanie ludzkich tkanek bądź komórek; stałych linii komórkowych lub komórek i tkanek pobranych od zwierząt, których użyto wyłącznie do tego celu, nieobjętych ochroną prawną płodów kręgowców czy zwierząt bezkręgowych, jak muszka owocowa; oraz wykorzystanie modeli matematycznych lub komputerowych.
- Reduction (ograniczenie, zredukowanie) – polega na ograniczeniu liczby zwierząt użytych w doświadczeniu lub teście, a przy tym na uzyskaniu porównywalnego zakresu informacji z użyciem mniejszej liczby zwierząt lub większej liczby danych (informacji) od tej samej liczby zwierząt. Takie postępowanie umożliwiają np. ulepszenie projektu doświadczenia i analizy statystycznej, dzielenie się wynikami i zasobami (np. zwierzętami i aparaturą) między grupami badawczymi, stosowanie technik, jak obrazowanie, które pozwala na prowadzenie długotrwałych obserwacji u zwierząt jednej grupy.
- Refinement (udoskonalenie) – polega na radykalnym minimalizowaniu bólu, cierpienia, dystresu i trwałych urazów, jakich mogą doświadczać zwierzęta, oraz na znaczącym poprawieniu ich dobrostanu. Odnosi się do wszystkich aspektów wykorzystywania zwierząt, począwszy od warunków ich utrzymania do warunków, w jakich prowadzony jest eksperyment. Przykłady tego postępowania to stosowanie odpowiednich anestetyków i środków przeciwbólowych, zapobieganie stresowi przez przyuczenie zwierząt do pewnych procedur, jak pobieranie krwi; zapewnienie zwierzętom właściwych warunków utrzymania i wzbogacenie środowiska, co pozwala na utrzymanie zachowań typowych dla danego gatunku.

## Regulacje prawne w Polsce
W Polsce dopuszczalne jest wykonywanie procedur na zwierzętach wyłącznie w celu:
- Przeprowadzenia badań: eksperymentalnych lub teoretycznych podejmowanych w celu zdobywania nowej wiedzy bez nastawienia na bezpośrednie zastosowanie komercyjne, prac badawczych podejmowanych w celu zdobycia nowej wiedzy zorientowanych przede wszystkim na zastosowanie w praktyce (m.in. zapobieganiu chorobom, diagnozowaniu lub leczeniu chorób lub dysfunkcji u ludzi, zwierząt lub roślin a także w celu oceny, wykrywania, regulacji lub zmiany stanów fizjologicznych ludzi, zwierząt lub roślin), badań z zakresu medycyny sądowej oraz mających na celu zachowanie gatunku.
- Zapewnienia dobrostanu zwierząt lub poprawy warunków chowu lub hodowli zwierząt gospodarskich.
- Opracowania, produkcji, badań jakości, skuteczności oraz bezpieczeństwa stosowania produktów leczniczych, środków spożywczych, pasz lub innych substancji.
- Ochrony środowiska naturalnego w interesie zdrowia lub dobrostanu ludzi i zwierząt.
- Kształcenia na poziomie szkolnictwa wyższego lub szkolenia w celu nabycia lub doskonalenia kompetencji zawodowych.

Zwykle do przeprowadzenia badań wykorzystuje się zwierzęta laboratoryjne, m.in. myszy, szczury, świnki morskie, psy, koty, żaby.

## Regulacje prawne w Unii Europejskiej
Od 1 stycznia 2013 roku wykorzystywanie zwierząt kręgowych do celów doświadczalnych i innych celów naukowych jest przedmiotem Dyrektywy Parlamentu Europejskiego i Rady 2010/63/UE w sprawie ochrony zwierząt wykorzystywanych do celów naukowych, która zastąpiła Dyrektywę 86/609/EWG dotyczącą ochrony zwierząt wykorzystywanych do celów doświadczalnych i innych celów naukowych z roku 1986.
Od 2004 roku na terenie Unii Europejskiej obowiązuje całkowity zakaz testowania kosmetyków na zwierzętach, który został wprowadzony nowelizacją Dyrektywy kosmetycznej 76/768/EWG. Z dniem 11 marca 2013 roku został wprowadzony całkowity zakaz stosowania w produktach kosmetycznych składników, które były testowanie na zwierzętach oraz zakaz wprowadzania do obrotu produktów zawierających takie składniki. Kosmetyki są jedyną grupą produktów, która została objęta zakazem. Nie dotyczy on m.in. leków, biocydów, suplementów diety, czy samych substancji chemicznych.
W 2021 roku Parlament Europejski przyjął rezolucję w sprawie stopniowej rezygnacji z testów na zwierzętach w badaniach naukowych.

### Austria
Zagadnienie doświadczeń na zwierzętach zostało uregulowane w Ustawie o doświadczeniach na zwierzętach z 2012 roku (TVG 2012), zgodnie z którą żadne doświadczenia nie mogą zostać wykonane bez uzyskania uprzedniej zgody, np. na doświadczenia związane ze szkolnictwem wyższym czy placówkami naukowymi zezwolenie wydaje Federalny Minister Nauki, Badań i Gospodarki.
Testy na zwierzętach mogą być przeprowadzane m.in. w celu przeprowadzenia badań mających na celu: zapobieganie, diagnozowanie lub leczenie chorób u ludzi, zwierząt i roślin; poprawę dobrostanu zwierząt; badanie produkcji, jakości czy bezpieczeństwa produktów leczniczych, żywności, pasz i innych substancji; ochronę środowiska naturalnego; szkolenie na uniwersytetach lub szkolenie w celu zdobycia, utrzymania lub poprawy umiejętności zawodowych.
Zgodnie z regulacjami prawnymi dotyczącymi doświadczeń na zwierzętach muszą one być wykonane w taki sposób, aby zmaksymalizować zdobytą wiedzę przy jednoczesnym zminimalizowaniu wykorzystanych zwierząt. Ponadto eksperymenty muszą być skonstruowane tak, aby obciążały zwierzęta w możliwie najmniejszym stopniu.
Od roku 2005 w Austrii zabronione jest przeprowadzanie doświadczeń na szympansach, gorylach oraz orangutanach.

## Azja

### Chiny
W 2006 roku Ministerstwo Nauki i Technologii w Chinach wydało Wytyczne dotyczące humanitarnego traktowania zwierząt laboratoryjnych. Stanowią one m.in., że zwierzęta wykorzystywane do testów nie powinny doświadczać "niepotrzebnego cierpienia, głodu, dyskomfortu, strachu, bólu i chorób" i wyznaczają podstawowe reguły dotyczące dobrostanu tych zwierząt. Zalecają także stopniowe zmniejszanie liczby zwierząt używanych w laboratoriach.
W Chinach testowanie kosmetyków na zwierzętach nie jest zabronione, a w niektórych przypadkach nawet obowiązkowe.
Kosmetyki wyprodukowane w Chinach dzieli się na zwyczajne i specjalnego użytku. Kosmetyki zwyczajne (m.in. dezodoranty, perfumy) nie muszą być testowane na zwierzętach, dopóki podczas ich produkcji przestrzega się surowych standardów i listy zatwierdzonych i przetestowanych składników. Te wytyczne dotyczą również zagranicznych marek kosmetyków, które są produkowane w Chinach. Natomiast kosmetyki specjalnego użytku (m.in. farby do włosów, kremy przeciwsłoneczne) muszą zostać przetestowane na zwierzętach, aby zostały dopuszczone do sprzedaży na chińskim rynku.
Kosmetyki zagraniczne, aby mogły być dopuszczone do obrotu na terenie Chin, muszą przejść obowiązkową procedurę, której jednym z elementów jest przeprowadzenie testów na zwierzętach. W związku z tym firmy europejskie aby rozszerzyć działalność na rynek chiński muszą przeprowadzić testy na zwierzętach. Wyjątkiem są produkty sprzedawane online które dostarczane są do chińskich konsumentów zza granicy, jednakże dotyczy to tylko osób fizycznych. Eksport kosmetyków do Hongkongu ze względu na odrębne przepisy prawne, nie wymaga przeprowadzania testów na zwierzętach, ale nie są one zabronione.
Mimo presji środowisk zagranicznych i krajowych, w Chinach nadal używa się średnio od 12 do 13 milionów zwierząt laboratoryjnych rocznie, a wiele z nich wykorzystywanych jest w celu dokonywania postępów w odkryciach leków i produktów leczniczych. Wiele międzynarodowych instytucji badawczych i przedsiębiorstw, z powodu restrykcyjnych przepisów dotyczących dobrostanu zwierząt laboratoryjnych, zwraca się w stronę Chin, jako miejsca zlecania testów na zwierzętach oraz jako rynku zakupu zwierząt badawczych.

## Ameryka Północna

### Stany Zjednoczone
Zgodnie z Biurem ds. dobrostanu zwierząt laboratoryjnych Narodowych Instytutów Zdrowia badacze muszą starać się minimalizować cierpienie zwierząt, gdy tylko to możliwe: "Procedury na zwierzętach, które mogą powodować ból lub dystres większy niż znikomy czy chwilowy, powinny być wykonywane z odpowiednią sedacją, analgezją lub znieczuleniem".
Testowanie kosmetyków na zwierzętach na terenie USA nie jest obecnie zabronione.
W 2016 roku prezydent Barack Obama podpisał poprawkę do ustawy o kontroli substancji toksycznych, zgodnie z którą Enviromental Protection Agency musi zacząć ograniczać wykorzystywanie zwierząt kręgowych w testach toksyczności i zastępować je metodami alternatywnymi, jeśli jest to wykonalne pod względem naukowym.
W 2017 Kongres Stanów zjednoczonych uchwalił federalną ustawę Humane Cosmetics Act, która dotyczy humanitaryzmu w przemyśle kosmetycznym oraz ma być krokiem w celu ograniczenia testów na zwierzętach. Jednakże ustawa po dziś dzień nie została wprowadzona w życie.
W październiku 2018 roku gubernator stanu Kalifornia, Jerry Brown, podpisał ustawę zabraniającą sprzedaży kosmetyków testowanych na zwierzętach na terenie tego stanu. Zakaz dotyczy importu zarobkowego, sprzedaży lub oferowania sprzedaży kosmetyków, które były testowane na zwierzętach. Dzięki temu prawo stanu Kalifornia zostało dopasowane, jako pierwsze w Stanach Zjednoczonych, do idei Humace Cosmetics Ac.Ustawa ta ma wejść w życie 1 stycznia 2020 roku czyniąc Kalifornię pierwszym stanem w którym obowiązywać będzie ten zakaz.
W 2022 roku prezydent Joe Biden podpisał ustawę, która zniosła długotrwały wymóg amerykańskiej Agencji ds. Żywności i Leków, dotyczący przeprowadzania testów na zwierzętach w ramach każdego wniosku o rejestrację nowego leku.
W maju 2023 roku w stanie Maryland uchwalono po raz pierwszy zapisy prawne nakazujące laboratoriom przeprowadzającym testy na zwierzętach wpłacanie składek na fundusz, który będzie kierowany do innych laboratoriów opracowujących alternatywne rozwiązania istotne dla ludzi.

## Krytyka

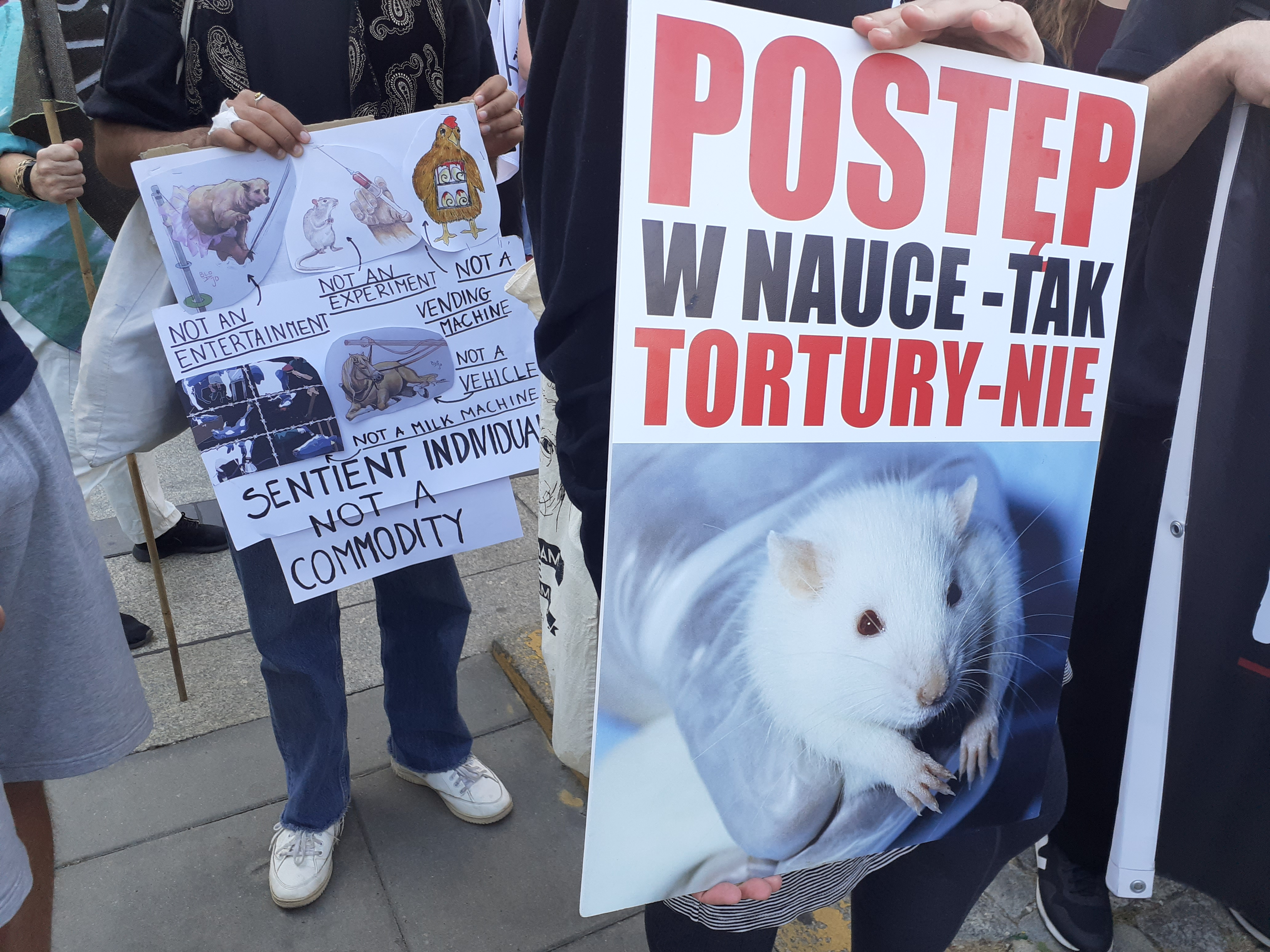
Hasła przeciwko testowaniu niesione w trakcie Marszu Wyzwolenia Zwierząt w Warszawie w (2022).

Pierwsze głosy sprzeciwu wobec praktyk wiwisekcyjnych narastały już od XVII wieku. Do zagorzałych krytyków eksperymentów na zwierzętach należeli wtedy m.in. Wolter czy Samuel Johnson.
W XIX wieku w Anglii i wielu innych krajach pojawił się ruch anytywiwisekcyjny, któremu udało się pozyskać wsparcie wielu prominentnych postaci i środowisk społecznych. Do szczególnie znanych przeciwników używania zwierząt do celów eksperymentalnych należeli Lew Tołstoj, Mark Twain, Richard Wagner, Artur Schopenhauer i Fryderyk Nietzsche.
Do wyraźnego zaostrzenia debaty nad etycznymi aspektami wiwisekcji doszło w drugiej połowie XX wieku. Szczególne znaczenie w tym aspekcie miało opublikowanie przez Petera Singera w 1975 roku pracy Wyzwolenie zwierząt, która przyczyniła się do rozkwitu ruchów prozwierzęcych.
Często badania na zwierzętach nie pozwalają uzyskać przydatnych danych. Mogą prowadzić do porzucenia badań nad potencjalnie skutecznymi lekami albo do przeoczenia toksycznego działania na ludzi. Nie przyniosły przełomowych wyników w niektórych dziedzinach medycyny, w tym w chorobach neurologicznych. W badaniu z 2014 roku określono, że potencjalne metody terapii na podstawie modeli zwierzęcych, w 99,6%  przypadków nie sprawdziły się w badaniach klinicznych.

## Alternatywne metody badań
Mające swoją siedzibę we Włoszech Europejskie Centrum Walidacji Metod Alternatywnych (ECVAM) zostało założone przez Wspólnotę Europejską w 1991 r. w celu opracowania metod alternatywnych do badań na zwierzętach. Oprócz zastrzeżeń o charakterze etycznym co do przeprowadzania eksperymentów medycznych i kosmetycznych na zwierzętach, coraz częściej uważa się, że bardziej naukowym podejściem byłoby używanie leków przeznaczonych dla ludzi na ludziach. Badacze ECVAM wykorzystują hodowle komórek ludzkich w badaniach nad fototoksycznością terapii z użyciem światła i lasera, mając nadzieje na zmniejszenie liczby zwierząt wykorzystywanych w eksperymentach naukowych o 60%.
Założona w 1996 roku brytyjska firma Pharmagene, prowadząca badania w dziedzinie odkrywania nowych leków wyklucza przeprowadzanie eksperymentów na zwierzętach. W zamian bardziej etyczną zasadę prowadzenia wszelkich badań naukowych zmierzających do wykrycia i opracowania nowych leków przeznaczonych dla ludzi na tkankach ludzkich pobranych z kostnic i szpitali.
W ciągu ostatniej dekady dziesiątki laboratoriów, start-upów i grup typu non profit opracowało alternatywne metody od narzędzi opartych na uczeniu maszynowym, określających przewidywaną toksyczność związków chemicznych, po żywe „narządy na chipach”, które można ze sobą łączyć analogicznie do układów narządów człowieka. Ich działania doprowadziły do stanu, w którym niektóre laboratoria całkowicie rezygnują z wykorzystywania zwierząt.